# 日本スカッシュ協会
公益社団法人日本スカッシュ協会（にほんスカッシュきょうかい）は、日本におけるスカッシュの国内競技連盟である。世界スカッシュ連盟、アジアスカッシュ連盟、日本オリンピック委員会に加盟している。名誉総裁は高円宮承子女王。

## 沿革
- 1970年 - 日本スカッシュラケット協会承認
- 1971年2月11日 - 日本スカッシュラケット協会設立
- 1981年 - アジアスカッシュ連盟に加盟
- 1995年 - 日本スカッシュ協会に名前を変更する
- 2001年11月2日 - 社団法人化
- 2007年6月23日 - 日本オリンピック委員会に加盟
- 2011年4月 - 公益社団法人に移行

## 主催大会
- 文部科学大臣杯全日本スカッシュ選手権大会
- 全日本アンダー23スカッシュ選手権大会
- ジャパンジュニアオープンスカッシュ選手権大会
- マスターズカーニバル
- 全日本ジュニアスカッシュ選手権大会

## 加盟団体
- 世界スカッシュ連盟
- アジアスカッシュ連盟
- 公益財団法人日本オリンピック委員会（JOC）
- 公益財団法人日本アンチドーピング機構 (JADA)
- NPO法人日本ワールドゲームズ協会
- 全日本学生スカッシュ連盟